# Sequals
Sequals es una localidad y comune italiana de la provincia de Pordenone, región de Friuli-Venecia Julia, con 2.253 habitantes.

## Celebridades
Aquí nació, murió y está enterrado en su cementerio Primo Carnera, campeón mundial de boxeo. Su casa actualmente es un museo.

## Evolución demográfica
| Gráfica de evolución demográfica de Sequals entre 1861 y 2001 |
|                                                               |
| Fuente ISTAT - elaboración gráfica de Wikipedia               |